# Allan Lindqvist
Karl Allan Eugén Lindqvist, född 23 oktober 1923, i Skellefteå, död 22 november 2013 i Kåge, var en svensk målare och dekorationsmålare.
Han var son till tågmästaren Johan Lindqvist och Wilma Ingeborg Forsberg och från 1948 gift med Gunda Elisabeth Marklund. Lindqvist var som konstnär autodidakt. Han var verksam som dekorationsmålare i Norrköping och debuterade med en separatutställning på Olai konstsalong 1955. Han medverkade därefter i samlingsutställningar i Norrköpings trakten och Skellefteå. Hans konst består av stilleben, figurer, porträtt och landskap i olja eller akvarell. Lindqvist är representerad med oljemålningen Första maj vid  Norrköpings  Folkets hus. Han är gravsatt i minneslunden på Skogskyrkogården i Skellefteå. 